# Leucosie
Leucosie (en grec ancien Λευκωσία / Leukōsía, « la blanche créature ») est une célèbre sirène de la mythologie gréco-romaine.
On l’y décrit comme la fille du dieu-fleuve Achéloüs et de la Muse Calliope. Elle est la sœur de Parthénope (« celle qui a un visage de jeune fille ») et de Ligée (« celle qui pousse un cri perçant »).
Aristote situait la résidence de Leucosie et de ses sœurs « en Italie, à l’extrémité du détroit situé en avant d’un lieu saillant et riche en baies, renfermant Cumes et formant la limite de la Poséidonie ». Il précisait qu’en ce lieu, on pouvait également trouver leur temple, « le temple de sirènes », où on les vénérait « par de nombreux sacrifices ».